# Olaya Herrera
Olaya Herrera é um município da Colômbia, localizado no departamento de Nariño.